# 阿尔弗雷德·弗莱彻
阿尔弗雷德·弗莱彻（德語：Alfred Fletcher，1875年1月29日－1959年9月20日）是德国军人、少校和政治家。

## 生平
弗莱彻在德军服役参加一战。1918年11月德国投降后，指挥亲德的波罗的海陆军。曾任里加的军政长官。他所领的部队在拉脱维亚独立战争之中被爱沙尼亚-拉脱维亚军队击败后，他回到德国，并作为德国国家人民党的一员参政。

## 政治
1924年5月德国国会选举中弗莱彻代表德国国家人民党当选为德国国会议员，任职至1924年12月。在国会之中，其代表第一选区（东普鲁士）。